# Международный форум по нанотехнологиям

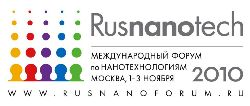
Логотип RUSNANOTECH 2010.

Международный форум по нанотехнологиям (англ. RUSNANOTECH) — глобальная площадка для обсуждения вопросов наноиндустрии и коммерциализации новых технологий, на которой проходит международная выставка достижений в области нанотехнологий.

## История
Международный форум по нанотехнологиям RUSNANOTECH проводится в Москве каждый год. Первый Международный форум по нанотехнологиям прошёл в декабре 2008 года, продемонстрировав растущий научно-технический потенциал России в области нанотехнологий и вызвав интерес среди всех участников инновационного процесса: ученых, инженеров, предпринимателей, финансистов, представителей федеральной и региональной власти.
В работе Форума принимают участие первые лица страны — в 2009 году форум открыл Президент Российской Федерации Дмитрий Медведев, подчеркнув особое внимание государства к развитию инновационной экономики и наноиндустрии. Всего в работе RUSNANOTECH 2009 приняло участие более 11 000 человек из 38 стран мира.
Программа Форума состоит из деловой части и научно-технологических секций. В рамках Форума вручается Международная премия в области нанотехнологий RUSNANOPRIZE, Российская молодёжная премия в области наноиндустрии, подводятся итоги Международного конкурса научных работ молодых ученых в области нанотехнологий; проводится выставка образцов нанотехнологической продукции.
С января 2010 года, согласно решению Наблюдательного Совета Российской корпорации нанотехнологий, работу по организации и проведению мероприятий Международного форума по нанотехнологиям осуществляет Фонд содействия развитию нанотехнологий «Форум Роснанотех», деятельность которого направлена на развитие наноиндустрии в России, а также популяризацию нанотехнологий и инновационных достижений в России и за рубежом.
Четвёртый международный форум по нанотехнологиям прошёл с 26 по 28 октября в Москве.